# 武藤航
武藤 航（むとう こう、1988年12月29日 - ）は、日本のレコーディング・エンジニア、ドラマー、音楽講師、作曲家・編曲家。INSPION所属。

## 略歴
中学時代にドラム、作曲を始め、その後、ドラムを大山正篤に、作曲を佐倉繁（東邦音楽大学特任准教授）に師事。20代前半に、ヤマハ銀座店にて3年間勤務。子供、初心者を対象としたドラム体験イベントを企画・指導し、定期イベントとなる。正社員として働く傍ら、音楽活動も行い、アコースティックユニットを組み作曲・ギターを担当。
2015年頃からソロシンガーやアイドル等、歌モノを中心に楽曲提供を開始。
2018年頃からご当地ヒーロー、Vtuber、ブラウザゲーム、自主制作アニメのBGM等、サブカル色の強いジャンルを主に手掛ける。
2020年に、浜崎あゆみ「ayuクリエイターチャレンジ! 」にてアレンジした楽曲が「情報ライブ ミヤネ屋」にて紹介される。
2021年、音楽教室事業の創業メンバーとして参画していたINSPIONに正式に所属。同社の声優事業立ち上げに伴い、レコーディング・エンジニアに注力する。

## 参加作品・楽曲提供他
- 大石理乃
- ♪鳥くん（永井真人）
- リョマル（旧：石田涼 ex:CoverGirls）
- Blood on the Dance Floor - You Are the Heart
- るなっち☆ほし
- サブカル営業旋士ブローノヴァ
- IRIS MONDE（現：IRIS MONDO）
- さのめいみ。
- ステーション♪
- 花泉じょあ（V-WaVE PROJECT）
- クロノメルフェ
- マナブ（インフルエンサー）

### 劇伴・アニメ・映画
- マウスマン愛の塊[2]
- ケンダマスター拳[3]
- 史仙君監督「玄冬の君」
- 角田恭弥監督「ある日クロスオーバー」　※録音部兼任&一部BGM
- 笠原悠暉監督「永遠の今」　※録音部兼任　他

### レコーディング・エンジニア
- ロックマンX DiVE（ドロワクレール、アンジュピトール）
- パニシング:グレイレイヴン（ちびロゼッタ）
- 勝手に!青森侵略計画（2021年 FMラジオ）
- 三上枝織と山本希望のかだれ!あずまし列島!（2022年 FMラジオ、ED&BGMも兼任）
- 映画「犯人は吉田だっ！」主題歌（2022年 監督：島根定義）　他

### プロデュース
- サブカルサーガ（2018年）
- あがってエレベーター / カラクリキネマと石川浩司（2020年）[4]
- 亡き星のグレイブキーパー（2020年） / 完結編（2021年）[5]
- 久遠ノ残響（2023年）  他